# كونفير بي-36
الطائرة كونفير بي-36 الملقبة باسم صانعة السلام (بالإنجليزية: Convair B-36)‏ هي قاذفة قنابل استراتيجية مصنعة من قبل كونفير وكان سلاح الجو الأمريكي هو المستخدم الوحيد لها من عام 1949 إلى 1959. الطائرة بي-36 هي الطائرة الأكثر إنتاجًا على الإطلاق التي تستخدم محرك متردد، وهي ايضًا لها أطول باع جناح على الإطلاق بين الطائرات العسكرية مع العلم بأن هناك من طائرات الشحن ما يزيد طوله عن طولها. ومن الجدير بالذكر أنها هي قاذفة القنابل الأولى في الترسانة الأمريكية التي كانت قادرة على حمل سلاح نووي [محل شك] في داخلها. مع مداها الكبير الذي يصل إلى 9,700 كم (6000 ميل) وحمولتها التي تصل إلى 33,000 كجم (73,000 باوند)، فأن الطائرة كونفير بي-36 هي قاذفة القنابل الأولى في العالم في عبور القارات بدون الحاجة إلى إعادة تزود بالوقود.

## المستخدمون
- سلاح الجو الأمريكي

## المواصفات
الخصائص العامة
- الطول:  ()
- باع الجناح:  ()
- الارتفاع:  ()

الأداء